# Kurt Martens
Kurt Martens (Tielt, 31 maart 1973) is een Belgisch hoogleraar en kerkjurist.

## Levensloop
Kurt Martens studeerde aan het Sint-Jozefscollege in Tielt. In 1996 werd hij licentiaat in de rechten, in 1997 licentiaat in het kerkelijk recht en in december 2004 promoveerde hij tot doctor Kerkelijk Recht aan de Katholieke Universiteit Leuven. In zijn studententijd was hij tijdens het academisch jaar 1996-1997 preses van de faculteitskring Canonica.
Van 1997 tot 2005 was hij als wetenschappelijk medewerker verbonden aan de Bijzondere Faculteit Kerkelijk Recht van de K.U.Leuven. In 2003 was hij gastprofessor aan het Institut de Droit Canonique van de Université Marc Bloch te Straatsburg.
Sinds september 2005 was hij eerst als Assistant Professor (2005-2009), vervolgens als Associate Professor (2009-2015) en nu als Ordinary Professor of Canon Law (sinds 2015) verbonden aan de faculteit Kerkelijk Recht van de Catholic University of America (CUA) in Washington DC. In 2009 ontving hij de Young Faculty Research Award. Hij is sinds 2012 ook de hoofdredacteur (editor) van het wetenschappelijk tijdschrift The Jurist: Studies in Church Law and Ministry.
Hij is de auteur van vijf boeken en talrijke wetenschappelijke artikels en samen met Frank Judo hoofdredacteur van het tijdschrift Recht, Religie en Samenleving, bij uitgeverij Larcier.
Martens werd in 2008 benoemd tot raadgever van de commissie van kerkjuridische zaken (Canonical Affairs and Church Governance Committee) van de Amerikaanse bisschoppenconferentie. Hij is sinds 2022 lid van de National Review Board.

## Publicaties
- Habemus Papam, het profiel van de volgende paus, samen met Rik Torfs (ed.), Leuven, Davidsfonds, 2004, pp. 189. ‘Uitdagingen voor de paus’
- St-Pieterskerk Tielt, Lannoo, Tielt, 2005, 40 blz.
- Van Ratzinger tot Benedictus XVI, 2005, uitgeverij Ten Have
- De Paus en zijn entourage, 2006, Davidsfonds
- Rechtsbescherming in de Kerk, Brussel, Larcier, 2007.
- (samen met Frank Judo, eds.) Handboek Erediensten - Bestuur en organisatie, Brussel, Larcier, 2011.